# Pygalataspis miscanthi
Pygalataspis miscanthi är en insektsart som beskrevs av Ferris 1921. Pygalataspis miscanthi ingår i släktet Pygalataspis och familjen pansarsköldlöss. Inga underarter finns listade i Catalogue of Life.